# Hot Wheels: World Race (videojuego)
Hot Wheels: World Race es un videojuego de carreras desarrollado por Climax Brighton y publicado por THQ. El juego está basado en la serie de televisión Hot Wheels: World Race que fue lanzada por Hot Wheels y Mainframe Entertainment, y se lanzaron 35 autos de juguete Hot Wheels, junto con la serie de televisión, para coincidir con el 35 aniversario de la creación de la franquicia. El juego fue lanzado principalmente el 29 de octubre de 2003.

## Jugabilidad
El modo de juego de World Race es similar al de muchos otros juegos de carreras. Los jugadores pueden hacer trucos especiales cuando están en el aire, lo que se suma al impulso del automóvil de los jugadores. Recolectar anillos de oro también aumenta el impulso. Las versiones para PC, GameCube y PlayStation 2 tienen multijugador, y en esas 3 versiones se juega en pantalla dividida.

## Recepción
El juego recibió "críticas positivas" por parte del público en las versiones de sobremesa y PC, mientras que en Game Boy Advance lo recibieron con "críticas favorables". En cambio los críticos recibieron al juego con críticas "mixtas" en todas las plataformas excepto la versión de Game Boy Advance, que recibió "críticas generalmente desfavorables", según el agregador de reseñas Metacritic de videojuegos.